# Lala Şâhin paša
Lala Şâhin paša (* 1330, † okoli 1382), osmanski vojskovodja in  prvi beglerbeg Rumelije. 
Bil je učitelj (lala) sultana Murata I. Po Muratovem prihodu na prestol leta 1359 je vodil osmansko osvajanje Trakije. Leta 1360 je zavzel Didimotiko, leta 1362 pa Adrianopol, ki je postal osmanska prestolnica Edirne.  Leta 1364 je zavzel še Boruj in Filipopolis (sodobni Plovdiv). Bil je eden od osmanskih poveljnikov v bitki na Marici (1371) in poveljnik v bitki pri Bileći (1388). Od leta 1382 je vladal v Sofiji.
Pokopan  je verjetno v grobnici svojega sina Šahbedin paše v plovdivski Šahbedinovi Imaret džamiji. Po njem se imenuje  manjše mesto Lalapaša v vzhodni Trakiji, Turčija.  